# Ajdin Penava
Ajdin Penava (Sarajevo, 11 maart 1997) is een Bosnisch basketballer.

## Carrière
Penava speelde in de jeugd van KK Spars en daarna collegebasketbal voor de Marshall Thundering Herd van 2015 tot 2018. In 2018 werd hij niet gekozen in de de NBA draft maar speelde hij in de NBA Summer League voor de Washington Wizards. Hij tekende daarna in de Spaanse competitie bij Saski Baskonia en werd uitgeleend aan de opleidingsploeg in de derde klasse. In 2020 tekende hij bij Union Mons-Hainaut in de Belgische competitie waar hij twee seizoenen speelde.
In 2022 tekende hij bij het Bosnische Slavija Sarajevo maar speelde vanaf december het seizoen uit bij Spójnia Stargard in de Poolse eerste klasse. Voor het seizoen 2023/24 tekende hij bij de Litouwse eersteklasser KK Juventus. Voor het seizoen 2024/25 keerde hij terug naar Polen en tekende ditmaal bij WKS Śląsk Wrocław.
Penava is een Bosnisch international.